# Трудоголизм
Трудоголи́зм — термин, обозначающий стремление человека чрезмерно трудиться, выходящее за рамки естественного трудолюбия. Выражает (по аналогии с алкоголизмом) аддиктивный аспект этого качества, то есть болезненную психологическую «трудозависимость». Людей, проявляющих данное качество, называют трудоголиками. Данный термин (англ. workaholic) вошёл в обиход вслед за публикацией в США в 1971 г. книги У. Оутса «Исповедь трудоголика».

## Понятие
Трудоголизм проявляется в восприятии работы как единственного (или максимально значимого) средства самореализации, достижения признания, получения субъективного удовлетворения от жизни, или считают работу единственной/основной/главной/последней/одной из немногих/одной из основных целью/целей жизни. Для трудоголика работа стоит на главном месте в жизни, оставляя позади все остальное: личную жизнь, семью, развлечения, общественную деятельность, отдых. Если раньше на трудоголизм смотрели иронически (но в целом одобрительно) — отношение характеризовалось выражениями типа: «вот с кого должны брать пример все остальные», «он (она) упорно работает, и многого добьётся», то в последние десятилетия психологи отмечают, что трудоголизм далеко не безобиден и даже опасен для здоровья.
- Трудоголизм — признак психологического неблагополучия: человек «прячется за работу» из-за утраты способности полноценно общаться с окружающими и для ухода от собственных нерешенных (часто психологических) проблем.
- Трудоголики своим неумеренным стремлением к работе сами не замечают, как вредят себе и окружающим. Чрезмерная трудовая нагрузка вредит и в чисто медицинском аспекте: следствием этого является хроническое переутомление, стрессы, и, как следствие, — психические и соматические заболевания. Кроме того, социальные проблемы, возникающие из-за того, что трудоголик не уделяет достаточного внимания «внерабочим» делам и общению с близкими, могут ударять не только лично по нему, но и по другим.

Вследствие этого в некоторых странах[каких?] достаточно широкие масштабы принимает лечение от трудоголизма, заключающееся, как правило, в социальной адаптации трудоголиков, в обучении их общению с людьми, попытке привить трудоголикам интересы и увлечения, не связанные с работой. В США, среди прочего, трудоголизм лечат с помощью программы "12 шагов".
Альтернативные исследования показывают, что существует оптимальный уровень трудоголизма для эффективной работы и хорошего здоровья, который достигается путём предоставления трудоголику доступа к дополнительным ресурсам, таким как персонал, отдых, оборудование и социальная поддержка. Всё это помогает эффективно оградить трудоголиков от стресса и нервного истощения и вернуть их к нормальной трудовой нагрузке.
В 2020 году психологи выделили новый термин – «синдром упущенных каникул», обозначающий состояние человека, возникающее вследствие отсутствия своевременного отдыха, отпуска и сопровождающееся нервным истощением, чувством опустошенности, перманентным стрессом.

## Трудоголизм как психологическая зависимость
Даже если человек не употребляет наркотики, алкоголь или никотин, он всё равно пытается найти для себя лазейку в круговерти повседневности, через которую «убегает» на время в особое, «альтернативное» состояние — будь это азартная игра, «экстрим», секта или компьютер. Выделяют даже психологическую зависимость от какого-то человека или от тяжелых травмирующих, ставших навязчивыми, воспоминаний.
У человека может возникнуть зависимость, если его настроение, мысли, поведение, ощущение комфорта жёстко зависят от некоего внешнего фактора.
Работа у трудоголика постепенно превращается в своеобразный «щит» от страха, тревог, неуверенности в завтрашнем дне, неурядиц в личной жизни. Человек использует работу, как средство бегства от личных проблем и трудностей.
Но, получив однажды удовольствие и эйфорию после отлично выполненной работы, такой человек однажды начинает чувствовать дискомфорт, не получив такую эйфорию вновь и вновь. Он начинает подсознательно искать вожделенное состояние, которое, возможно, так и останется недостижимым ни дома, ни среди близких, ни где-нибудь ещё.
Трудоголизм постепенно может привести к серьёзным последствиям: человек не только теряет друзей и близких, но и здоровье. Постепенно трудоголизм переходит в моральное и физическое «выгорание». Фраза «сгорел на работе» считается крахом профессиональной деятельности и крайне неумелого распределения своих ресурсов.
Для трудоголиков характерны такие сопутствующие состояния как FOMO, синдром упущенных каникул, перфекционизм.

## Признаки трудоголизма
- После напряжённой работы трудоголику невозможно переключиться на другую деятельность.
- Беспокойство о работе мешает ему во время отдыха.
- Трудоголик считает, что удовлетворение можно ощутить лишь в работе.
- Трудоголик ощущает себя энергичным, уверенным и самодостаточным только работая или думая о работе.
- Если он не работает, то чувствует неудовлетворенность и раздражение.
- Такой человек обычно в быту мрачен, неуступчив, раним, но резко преображается в лучшую сторону на работе.
- Завершая какое-либо дело, трудоголик испытывает разочарование оттого, что скоро «всё это закончится».
- Он сразу начинает размышлять о следующем деле и рабочем дне.
- Трудоголик органически не понимает смысла отдыха и получения радости от него.
- Он панически избегает состояния «ничегонеделания».
- Отсутствие работы для трудоголика — это однозначно безделье и лень.
- После работы для того, чтобы понять, чего хотят близкие, трудоголику нужно сделать над собой невероятное усилие.
- Даже дома его мысли постоянно сосредоточены на объекте работы.
- Журналы, фильмы и развлекательные программы вызывают у него раздражение (хотя он может скрывать это).
- Рассказы приятелей о любовных похождениях кажутся трудоголику скучными и пустыми.
- Для него характерны слова: «все», «всегда», «я должен».
- Обычно трудоголик ставит перед собой цели, которых он не может достичь, и предъявляет к себе завышенные требования.
- Рассказывая о своей работе, ему удобнее говорить «мы», а не «я».
- Неудача на работе им воспринимается как личная катастрофа.